# Pato Bragado
Pato Bragado is een gemeente in de Braziliaanse deelstaat Paraná. De gemeente telt 4.947 inwoners (schatting 2009).

## Aangrenzende gemeenten
De gemeente grenst aan Entre Rios do Oeste, Marechal Cândido Rondon en Santa Helena.

### Landsgrens
En met als landsgrens aan de gemeente Nueva Esperanza in het departement Canindeyú met het buurland Paraguay.